# Årgangsviser
Årgangsviser är ett samlingsalbum med Stein Ove Berg, utgivet som CD 1995 av skivbolaget CNR Music.

## Låtlista
1. "Manda' morra blues" (från Kommer nå) – 3:49
2. "Ikke gråt om det er vinter og det snør" (från Egg) – 2:44
3. "Køntri-musikk" (från Når dagen kommer) – 2:27
4. "Hu som du har" (från Når dagen kommer) – 3:21
5. "Kommer nå" (från Kommer nå) – 3:45
6. "Søppelmannens etterjulsvise" (från Kommer nå) – 2:51
7. "Stine Maris vise" (från Vei-viser) – 2:35
8. "Willin'" (Lowell George, norsk text: Stein Ove Berg, från Vei-viser) – 3:02
9. "Helén" ("Lucille" av Hal Bynum/Roger Bowling, norsk text: Stein Ove Berg, från Når dagen kommer) – 3:41
10. "Lillestrøm-calypso" (Arve Torkelsen/Stein Ove Berg, från Egg) – 2:49
11. "Rollebytte i oppgang A" (Arve Torkelsen/Stein Ove Berg, från Kommer nå) – 3:24
12. "Hvor er hu som alltid kokte egget mitt for bløtt?" (Arve Torkelsen/Stein Ove Berg, från Egg) – 2:40
13. "Jeg har deg (från Egg) – 3:11
14. "Den siste visa" (från Vei-viser) – 1:39
15. "Prøv å se meg som elva" (av Eric Andersen, norsk text: Stein Ove Berg, från Egg) – 4:29
16. "Om jeg noensinne kommer hit igjen" (från La dette bli min sang) – 2:34
17. "Hvilken vei" (från Egg) – 3:31
18. "La meg dra dit igjen" (från Vei-viser) – 3:22
19. "Unger" (från singeln "Turaluraluralu" / "Unger") – 2:26
20. "Nitimen på lufta" (Stein Ove Berg/Jan Eriksen, tidigare outgiven) – 4:01